# Hilimayo
Hilimayo is een bestuurslaag in het regentschap Nias Barat van de provincie Noord-Sumatra, Indonesië. Hilimayo telt 667 inwoners (volkstelling 2010).